# Џејд Јуен
Џејд Јуен (енгл. Jade Ewen; Лондон, 24. јануар 1988) енглеска је певачица и глумица. Јуен је своју каријеру започела улогом Нале у Вест Енд мјузиклу Краљ лавова. Од тада је глумила у бројним телевизијским серијама у Уједињеном Краљевству и Аустралији. Јуен се 2005. године прикључила ритам и блуз саставу „Тринити стоун“, који је постигао умерен успех у Уједињеном Краљевству, Ирској и Русији.
Џејд Јуен је 31. јануара 2009. године победила у британском националном избору за представника на Песми Евровизије, серијалу „Евровизија: Ваша земља вас треба“. Као представница Уједињеног Краљевства на Песми Евровизије 2009. у Москви, заузела је пето место у финалу са песмом My Time Ендруа Лојда Вебера и Дајане Ворен.